# Enzimski test
Enzimski testovi su laboratorijski metodi za merenje enzimske aktivnosti. Oni su vitalni za izučavanje enzimske kinetike i enzimskih inhibicije.

## Enzimske jedinice
Kvantitet ili koncentracija enzimima se može izraziti u molarnim jedinicama, kao i za svako drugo hemijsko jedinjenje, ili u vidu aktivnsti u enzimskim jedinicama.

### Enzimska aktivnost
Enzimska aktivnost = molova supstrata konvertovanih po jedinici vremena = brzina × reakciona zapremina. 
Enzimska aktivnost je mera kvantiteta  aktivnog enzima koji je prisutan i stoga je zavisna od eksperimentalnih uslova, koji trebaju da budu navedeni. SI jedinica je katal, 1 katal = 1 mol s−1, ali je to veoma velika jedinica. Praktičnija i šire korišćena je enzimska jedinica (U) = 1 μmol min−1. 1 U je jednako sa 16.67 Nanokatals.
Enzimska aktivnost u katalima se generalno odnosi na prirodni supstrat enzima. Enzimska aktivnost se isto tako može navesti kao aktivnost pojedinih standardizovanih supstrata, kao što je želatin, npr. želatinske jedinice varenja, jedinice ugrušavanja mleka. Te jedinice izražavaju koliko brzo jedan gram enzima svari želatin ili proteine mleka, respektivno.
Povećana količina substrata će dovesti do povećanja brzine reakcije sa enzimima, međutim nakon određene tačke, brzina reakcije će se ustaliti zato što količina dostupnih aktivnih mesta ostaje konstantna.

## Spoljašnje veze
- Open Wet Ware